# Антон Шпрінгер
Антон Шпрі́нгер (13 липня 1825, Прага — 31 травня 1891, Лейпциг) — німецький історик, мистецтвознавець, викладач і автор біографій.

## Біографія
Здобув освіту в Карловому університеті в своєму рідному місті, де вивчав філософію та історію і отримав докторський ступінь. З метою поглблення своїх знань про мистецтво відвідав Мюнхен, Дрезден і Берлін і провів декілька місяців в Італії; згодом влаштувався на роботу в Тюбінгені.
1848 року повернувся до Праги, де почав читати лекції університеті, присвячені історії революційної епохи. Ліберальний тон цих лекцій викликав подратування австрійської влади, тож 1849 року він був змушений виїхати з Богемії і деякий час мешкав у Англії, Франції та Нідерландах.
1852 року він переїхав до Бонна, де читав лекції з мистецтвознавства, а 1859 року став професором. 1872 року він перейшов у Страсбурзький університет, а 1873 року — у Лейпцизький університет.
Як журналіст і публіцист Шпрінгер відстоював ідею федеративного союзу держав, керованих австрійським імператором, та відстоював право Пруссії на керівництво Німеччиною; під час Кримської війни він підтримав прагнення невеликих держав на південному сході Європи звільнитися від турецького панування.
В останні роки життя тяжко хворів.

## Науковий доробок
Наукова спадщина Шпрінгера представлена працями з історії та мистецтвознавства.
З його історичних праць однією з найголовніших вважається «Історія Австрії з часів Віденського миру» («Geschichte Oesterreichs seit dem Wiener Frieden») (Лейпциг, 1863—1865), яка згодом була перекладена чеською мовою (Прага, 1867).
Серед інших відомих ghfwm з історії: «Geschichte des Revolutionszeitalters» (Прага, 1849); «Oesterreich nach der Revolution» (Прага, 1850); «Oesterreich, Preussen and Deutschland» (Прага, 1851); "Paris im xiii. Jahrhundert "(Лейпциг, 1856); «Protokolle des Verfassungs-Ausschusses im oesterreichischen Reichstage 1848—1849» (Лейпциг, 1885).
Головні праці Шпрінгера в галузі мистецтвознавства: «Baukunst des christlichen Mittelalters» (Бонн, 1854); високо оцінений сучасниками «Компендіум з історії мистецтв» («Handbuch der Kunstgeschichte», 7-е видання, Лейпциг, 1906), виправлене видання його праці «Grundzüge der Kunstgeschichte» (Лейпциг, 1887—1888); "Geschichte der bildenden Künste im 19. Jahrhundert " (Лейпциг, 1858); «Bilder aus der neueren Kunstgeschichte» (Бонн, 1867, перевидано в 1886); «Raffael and Michelangelo» (Лейпциг, 1877, перевидано в 1885); "Die Kunst des 19. Jahrhunderts " (Лейпциг 1880—1881).
Шпрінгеру належать також дві біографії: «Фрідріх Крістоф Далманн» («Friedrich Christoph Dahlmann», Лейпциг, 1870—1872) та «Альбрехт Дюрер» («Albrecht Dürer», Берлін, 1892).
Шпрінгер також був відповідальним за випуск німецького видання «Lives of the Early Flemish Painters» Кроува та Кавалькаселлі, яке було видано 1875 року в Лейпцигу.
Книга спогадів вченого, «З мого життя» («Aus meinem Leben», Берлін, 1892), внесок в яку зробили також Фрейтег та Джанічек, була відредагована його сином Яро Шпрінгером (нар. 1856), який також став письменником-мистецтвознавцем.